# 遊戲測試
游戏测试，作为游戏开发的一部分，是电子游戏开发中保证质量的一个软件测试过程，它的首要功能是发现和记录游戏开发中可能会出现的缺陷和bug。互动娱乐游戏测试是一个专门技术领域，需要有计算机技术功底，分析能力，批判评估能力，还有耐心。最近几年由于游戏测试的高强度和低报酬而遭到抨击。
1. ↑  .   [2017-03-05]. （原始内容存档于2020-06-26）.